# Volker Heller
Volker Heller (* 1958) ist ein deutscher Kulturmanager, Musiker und leitete über 30 Jahre verschiedene Organisationen der Kulturförderung und Kultureinrichtungen.

## Werdegang
Heller studierte Musik, Politologie und Kulturmanagement in Berlin und Hamburg.
Als Kulturmanager arbeitete Volker Heller ab 1993 zunächst in einer Unternehmensberatung für den öffentlichen Sektor, wo er sich auf Organisationsentwicklung und Change-Management im Kulturbereich spezialisierte. Er wirkte anschließend jeweils mehrere Jahre als städtischer Kulturreferent in Frankfurt (Oder), als Geschäftsführer der Kulturmanagement Bremen GmbH und in den Jahren 2005 bis 2012 als Leiter der Kulturabteilung des Berliner Senats. Schwerpunkte seiner Arbeit waren die strategische Steuerung von Kulturbetrieben und Systemen der Kulturförderung.
Im Sommer 2012 übernahm Volker Heller als Vorstand die Leitung der Stiftung Zentral- und Landesbibliothek Berlin (ZLB) bis zu seinem Ausscheiden im Juni 2025. Nach einer grundlegenden Reform ihrer Bibliotheksarbeit und -angebote gewann die ZLB 2019 den Preis als deutsche „Bibliothek des Jahres“.
Volker Heller war 2017–2022 Vorsitzender der Sektion der Großstadtbibliotheken im Deutschen Bibliotheksverband (dbv) sowie 2019–2022 geschäftsführender Vorsitzender des Landesverbands Berlin. Er wurde im März 2022 für eine dreijährige Amtszeit zum Vorsitzenden des Deutschen Bibliotheksverbands (dbv) gewählt.

## Musiker
Volker Heller arbeitete in den 1980er und 1990er Jahren als Musiker (Querflöte, Sopransaxophon, Keyboards) und Komponist und veröffentlichte im Genre Jazz/Weltmusik mit den Gruppen „The Silent Jazz Ensemble“ und „Human Factor“ mehrere, z. T. mit Preisen der Schallplattenkritik ausgezeichnete Tonträger.

## Diskografie

### CD-Alben

#### The Silent Jazz Ensemble
- 1989: The Silent Jazz Ensemble – Biber Records
- 1996: Birds of Passage - Biber Records
- 2014: Kashina – Biber Records

#### Human Factor
- 1990: Forbidden City – NABEL
- 1994: Kalamanya – Biber Records

## Textveröffentlichungen
- Volker Heller: Strategien Öffentlicher Bibliotheken zur Stärkung ihrer gesellschaftlichen Bedeutung. In: Bibliothek Forschung und Praxis. Band 45, Nr. 1, 2021, ISSN 1865-7648, S. 118–124.
- Volker Heller, Jonas Fansa: Nachhaltigkeit in drei Dimensionen. Ressourcenverantwortung im Fokus der Planung für die neue Zentral- und Landesbibliothek Berlin. In: Petra Hauke, Karen Latimer, Klaus Ulrich Werner (Hrsg.): The Green Library - Die grüne Bibliothek. The challenge of environmental sustainability - Ökologische Nachhaltigkeit in der Praxis. De Gruyter Saur, Berlin/Boston 2013, >ISBN 978-3-11-030972-0, S. 333–344.
- Hilde Daniel, Volker Heller, Bernhard Graf: KulMon. Besuchermonitoring an Berliner Kultureinrichtungen. In: Friedrich Loock, Oliver Scheytt (Hrsg.): Kulturmanagement und Kulturpolitik. Die Kunst, Kultur zu ermöglichen. Raabe, Berlin 2010, ISSN 1863-379X, Eintrag D 3.6, S. 1–20.
- Volker Heller: Wer nutzt die Kultureinrichtungen in Berlin? Konzeption eines neuen Besuchermonitorings. In: Kulturpolitische Mitteilungen. Zeitschrift für Kulturpolitik der Kulturpolitischen Gesellschaft. Nr. 128, 2010, ISSN 0722-4591, S. 72–74.
- Volker Heller: Kulturwirtschaft und die Aufgaben der Kulturpolitik. In: Albert Drews (Hrsg.): Nach uns die Kulturwirtschaft? … und was wird aus der Kulturpolitik? 53. Loccumer Kulturpolitisches Kolloquium, Rehburg-Loccum 2009, ISBN 978-3-8172-0708-4, S. 37–48.
- Gesa Birnkraut, Volker Heller: Evaluation für institutionell geförderte Kultureinrichtungen. In: Karl Ermert (Hrsg.): Evaluation als Grundlage und Instrument kulturpolitischer Steuerung. Wolfenbütteler Akademie-Texte. Band 34, Wolfenbüttel 2008, ISBN 978-3-929622-34-8, S. 60–74.
- Volker Heller: Kulturwirtschaft und die Aufgaben der Kulturpolitik. In: Institut für Kulturpolitik der Kulturpolitischen Gesellschaft (Hrsg.): Jahrbuch für Kulturpolitik 2008. Band 8, Klartext Verlag, Bonn/Essen 2008, ISBN 978-3-89861-940-0, S. 165–185.
- Volker Heller: Zivilgesellschaftliches Engagement in der Kulturpolitik zwischen Gemeinsinn und Lobbyismus. In: Albert Drews, Reinhart Richter (Hrsg.): Kulturparlamente, Kulturnetze, Verbände. Zivilgesellschaftliche Akteure in der Kulturpolitik. 52. Loccumer Kulturpolitisches Kolloquium, Rehburg-Loccum 2008, ISBN 978-3-8172-0607-0, S. 25–36.
- Volker Heller: Nachhaltigkeit als strategische Anforderung in der Kulturpolitik. In: Hans Brinckmann, Reinhart Richter (Hrsg.): Die Stadt von der Kultur her denken – die Kultur von der Stadt her denken. Strategische Kulturpolitik als Element strategischer Kommunalpolitik. Loccumer kleine Reihe. Band 2, Rehburg-Loccum 2006, ISBN 978-3-8172-7706-3, S. 51–60.
- Volker Heller: Der Kulturmanager in der öffentlichen Kulturverwaltung. Die Gestaltung von Zukunftsfähigkeit im öffentlichen Kulturbetrieb. In: Klaus Siebenhaar (Hrsg.): Karriereziel Kulturmanagement. Studiengänge und Berufsbilder im Profil. BW Bildung und Wissen, Nürnberg 2002, ISBN 3-8214-7612-5, S. 54–62.
- Volker Heller: Der Staat darf sich nicht aus der Verantwortung stehlen. Über die Zukunft kommunaler Kulturlandschaften. In: Kulturpolitische Mitteilungen. Zeitschrift für Kulturpolitik der Kulturpolitischen Gesellschaft. Nr. 100, 2003, ISSN 0722-4591, S. 58–61.
- Volker Heller: Qualitätssicherung der Steuerung von verselbstständigten Kultureinrichtungen. Neues Steuerungsmodell im Spannungsfeld zwischen Autonomie der Kultureinrichtungen und externer Steuerung. In: Peter Bendixen, Ulrich Baer (Hrsg.): Handbuch KulturManagement. Die Kunst, Kultur zu ermöglichen. Raabe, Düsseldorf 1999, ISSN 0942-2609, Eintrag A 5.4, S. 1–20.